# Partido judicial de Caldas de Reyes
El Partido judicial de Caldas de Reyes (oficialmente Partido judicial de Caldas de Reis) es uno de los 45 partidos judiciales en los que se divide la Comunidad Autónoma de Galicia, siendo el partido judicial n.º 12 de la provincia de Pontevedra.
Comprende a las localidades de Barro, Caldas de Reyes, Campo Lameiro, Cuntis, Moraña, Puentecesures, Portas y Valga.
La cabeza de partido y por tanto sede de las instituciones judiciales es Caldas de Reyes. La dirección del partido se sitúa en la Avenida Román López de la localidad. Caldas de Reyes cuenta con dos Juzgados de Primera Instancia e Instrucción.